# Bronces de Riace

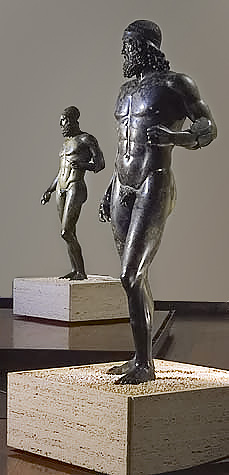
Los Bronces de Riace, el Bronce A en primer plano y el Bronce B en segundo plano.

Los Bronces de Riace, conocidos también como Los Guerreros de Riace, son una pareja de estatuas griegas del siglo V a. C. que se exponen en el Museo Nacional de la Magna Grecia de Regio de Calabria. Son dos de los pocos ejemplos en bronce que quedan del arte griego antiguo, junto al Poseidón del Museo Arqueológico Nacional de Atenas y al auriga de Delfos. Las dos estatuas griegas fueron encontradas en las cercanías de la localidad de Riace, en la provincia de Regio, en 1972. 
Son conocidos como:
- Bronce A (el joven)
- Bronce B (el viejo)

Los dos bronces son obras de arte originales griegas del siglo V a. C. y su descubrimiento ha estimulado a los estudiosos a investigar su identidad y sus autores. Sin embargo, persiste la controversia respecto a la datación, a la procedencia y a la autoría de las dos esculturas.

## Descubrimiento
El 16 de agosto de 1972 un submarinista aficionado, Stefano Mariottini, joven químico romano, se encontraba buceando a unos ocho metros de profundidad y a una distancia de la costa de unos trescientos metros, persiguiendo un mero, cuando descubrió lo que parecía una extremidad emergiendo del fondo marino. Asustado y pensando que había encontrado un cadáver humano, avisó a sus dos compañeros. Finalmente se dio cuenta de que lo que vio correspondía al brazo derecho de la estatua que luego fue conocida como bronce B. A su lado el propio Stefano encontró una segunda estatua, el bronce A. Avisadas las autoridades, las dos figuras fueron finalmente recuperadas por el cuerpo de carabineros submarinistas de Mesina. Se utilizó un balón plástico que se rellenó de aire. Con este aparato el día 20 de agosto de 1972 emergió a la superficie el bronce B, y al día siguiente el bronce A, después de un primer intento infructuoso con este último.
Una página web ha publicado la declaración oficial presentada el 17 de agosto de 1972 con Protocolo 2232 de la Superintendencia de Antigüedades de Calabria, en Regio, donde Stefano Mariottini dijo:

...que había encontrado el día 16 durante un buceo de pesca en la localidad de Riace, a una distancia de unos 300 metros de la costa y en una profundidad de 10 metros, un grupo de estatuas, probablemente de bronce. Los emergentes representaban dos desnudos masculinos, uno estirado sobre su espalda, con la cara cubierta con una barba rizada, los brazos abiertos y una pierna avanzada respecto a la otra. La otra estatua estaba estirada con una pierna doblada y tenía un escudo en el brazo izquierdo (nunca expuesto al público). Las estatuas son de color marrón oscuro a excepción de alguna parte clara, perfectamente conservados, con un modelado pulido, sin incrustaciones de suciedad evidentes. La medida es de aproximadamente 1,80 cm
Mariottini S.

Al lado izquierdo de esta declaración formal hay una nota escrita a mano, de color rojo, y firmada por G. Foti (superintendente)

Este informe sigue a una conversación telefónica del 16 de agosto de 1972, recibida a las 21 horas, que denuncia el descubrimiento.

Al año siguiente un equipo al mando del investigador Nino Lamboglia trató de encontrar el pecio del barco que habría transportado las esculturas, pero tras varios intentos sólo se hallaron veintiocho argollas metálicas, probablemente pertenecientes al velamen de una nave, así como un fragmento de lo que podría ser la empuñadura del bronce A. Una hipótesis apunta a que los tripulantes de la supuesta nave pudieron haber arrojado por la borda tanto las dos esculturas como restos del aparejo, con ocasión de alguna tormenta, naufragando posteriormente el barco en otro lugar, o alcanzando por fin la costa. Otros estudios realizados por Paolo Moreno, profesor de Arqueología e Historia del Arte griego y romano de la Universidad de Roma han aportado otros datos. La aparición de algún resto de madera de lo que pudiera ser una nave romana de época imperial, y el hecho de que las dos figuras fueran encontradas a poca distancia (hecho este que difícilmente habría ocurrido en el caso de que hubieran sido arrojadas voluntariamente) hacen que la hipótesis del lanzamiento por la borda se ponga en duda.

## Restauración
Durante las primeras intervenciones realizadas por los técnicos del Museo nacional de la Magna Grecia de Regio de Calabria se hizo evidente la excelente factura de las dos figuras, y se confirmaron las sospechas que apuntaban a que se trataba de dos ejemplares del siglo V a. C.
Fueron registradas con los números 12801 y 12802 y se comenzó una paciente labor de desprendimiento de los restos de conchas y concreciones calcáreas que se habían adherido a la superficie de bronce a lo largo de los muchos siglos pasados en el lecho marino. Al mes de su descubrimiento, y con la publicación de las primeras diapositivas, la comunidad científica fue consciente de la importancia del hallazgo. En seguida se dieron cuenta de que con los limitados medios con los que se contaba era imposible realizar una restauración completa, decidiéndose por su traslado a Florencia. En enero de 1975 las dos estatuas estaban a cargo de Francesco Nicosia, superintendente de los bienes arqueológicos de la Toscana, en el afamado taller del Offizio delle pietre dure. Tras cinco años de restauración en los que se utilizaron diversas técnicas, además de la limpieza total de superficies con instrumentos diseñados específicamente para las estatuas, se sometieron a análisis con ultrasonidos, tratamientos de benzotriazol en áreas localizadas, rayos gamma y rayos X, necesarios para conocer su estructura interna, estado de conservación y el grueso del metal (detectándose un problema de oxidación interno), las estatuas se expusieron en el Museo Arqueológico de Florencia primero, y después en el Palacio del Quirinal, residencia oficial del presidente de la República Italiana en Roma, siendo trasladadas posteriormente a su ubicación definitiva: Regio de Calabria.
A principio de los años noventa se observó la aparición de numerosos fenómenos de degradación que aconsejaron el traslado de las figuras nuevamente a Florencia para ser vaciadas completamente de los restos que en su interior se encontraban fruto del proceso de fundición, la llamada a la cera perdida. La correspondiente al bronce B se identificó como proveniente de la Atenas del siglo V a. C., mientras que la del bronce A provenía de Argos. Tras un tratamiento anticorrosión las estatuas fueron nuevamente trasladadas a su residencia habitual, donde están expuestas en la gran sala, sometidas a una temperatura constante de 21-23 grados y a una humedad constante del 40-50 %.

## Técnica
Los estudios han determinado que las dos figuras se realizaron siguiendo el método llamado a la cera perdida, un método difícil en el que no cabe el error, ya que una vez que se vierte el bronce el modelo previo en barro se destruye. Esta técnica consistía en hacer una primera figura de barro con la forma del objeto a realizar. Posteriormente se recubría con una fina capa de cera (de un espesor que varía de los siete a los ocho milímetros en el caso de las estatuas de Riace) que, a su vez era cubierta por otra capa de barro, u otro material refractario en el que se practicaban varios orificios. El metal fundido, bronce generalmente, era vertido por uno o varios agujeros (bebederos) situados en la parte superior, y la aleación iba desplazando a la cera que salía por uno o más orificios inferiores. Una vez enfriado todo el conjunto, se rompía la capa de barro exterior, quedando el bronce final. Con un elemento puntiagudo se rompía también el núcleo original para dar paso a la pieza terminada. Sin embargo dado el tamaño de muchas de las figuras era normal que cantidades importantes de barro quedaran presas en el interior del bronce, como ocurrió en el caso de los dos guerreros de Riace, lo que ha permitido a los investigadores su análisis para poder determinar con mayor o menor exactitud su procedencia. Una vez conseguida la pieza en bronce se la repasaba concienzudamente, para ajustarse, con la máxima fidelidad, a lo que el artista había plasmado en la primera escultura en barro. En esta labor se cortaban los bebederos y se repasaban los desperfectos que pudieran haber surgido durante la fundición. Asimismo se soldaban los agujeros dejados por los bebederos, y se unían las piezas que configuraban la obra total con un hilo de la misma aleación utilizada. Después de esto, la obra se alisaba mediante una especie de lijado de la superficie, pulimentaba y abrillantaba por un frotado finísimo, hasta que el poro del bronce quedaba completamente unificado. Más tarde se procedía a dar las pátinas, con objeto de colorear el metal.
En el caso de los bronces de Riace, por ejemplo, las dos figuras están abiertas bajo los pies, de manera que al estar erguidas las figuras estos agujeros quedaban ocultos. Los restauradores encontraron en el interior de las obras alrededor de sesenta kilos del barro original en cada uno.
Además de bronce, en la fabricación de las esculturas se utilizaron otros metales: plata para los dientes del bronce A, y para las pestañas de ambas esculturas, marfil para la cuenca de los ojos y cobre en los labios y en los pezones.

## Análisis de las estatuas

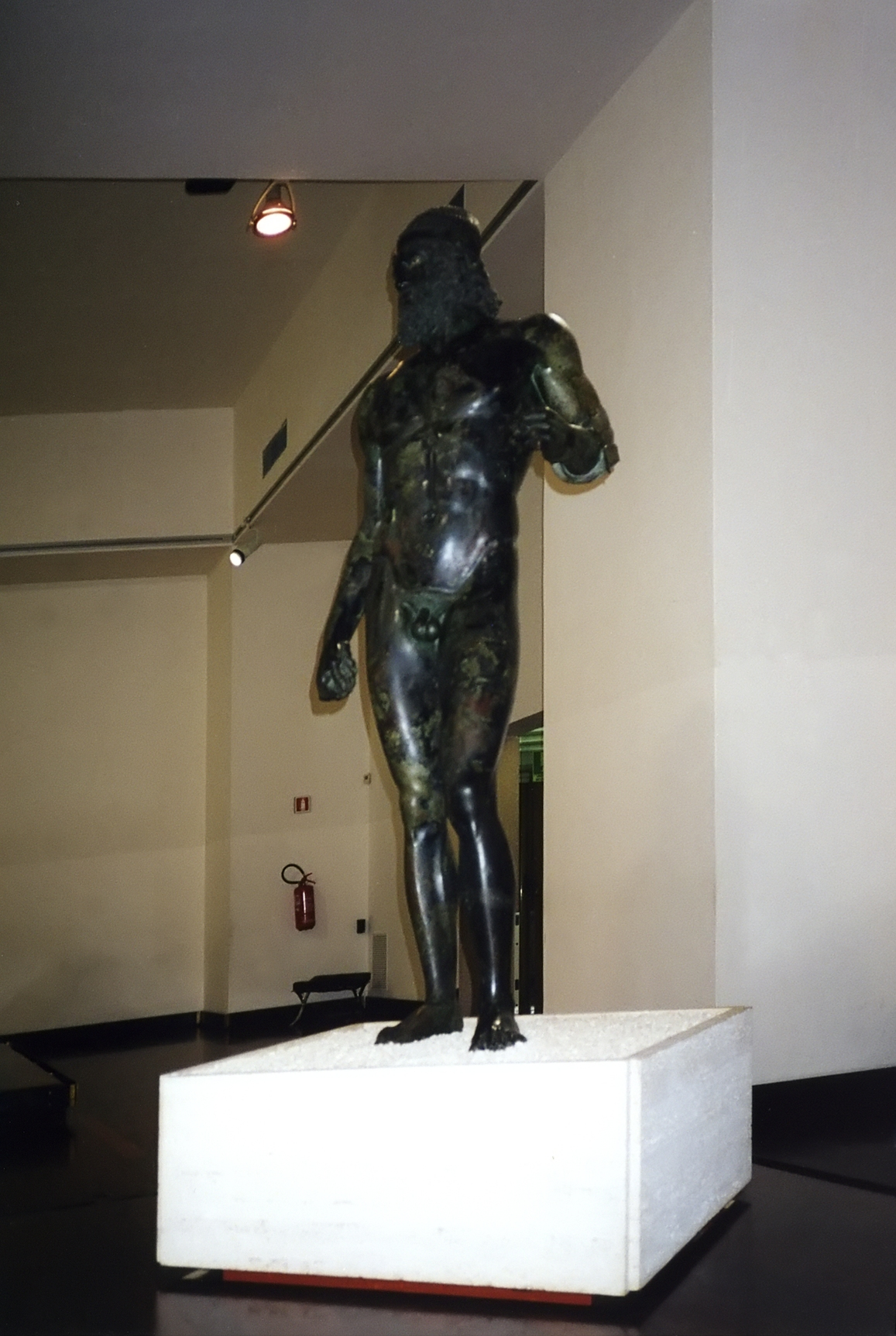
Bronce A.

A pesar de las similitudes, el estudio revela notables diferencias entre las dos estatuas. Se atribuyen a dos artistas diferentes, aunque existe controversia acerca de si serían obra de artistas de un mismo taller o si, en cambio, fueron realizadas en épocas distintas. Ambas están modeladas con una notable elasticidad muscular, haciéndose patente cada uno de los tendones, venas, y otras particularidades propias de la anatomía humana. Con base en determinaciones estilísticas, los que opinan que son obras de distintas épocas han señalado que el bronce A (el joven), de 1,98 metros de altura, pudo ser realizado hacia el año 460 a. C., en el llamado periodo severo mientras el bronce B (el viejo), de dos metros de altura, habría sido realizado en el 430 a. C. en el periodo clásico. El bronce A aparece más nervioso y vital y habría estado conectado con la escuela de Policleto, por la torsión del cuerpo y la posición de reposo de la pierna izquierda, mientras que su compañero aparece más relajado y calmado con la superación de la rigidez de la figura, que la escultura griega empezó a mostrar a partir de la segunda mitad del siglo V a. C. Esto ha conducido a la hipótesis que la estatua podría ser obra de Fidias o de su círculo. Las dos estatuas trasmiten una sensación de potencia gracias a la posición de los brazos, separados de forma vigorosa del cuerpo. Mientras en ambas el brazo izquierdo forma un ángulo de 90 grados seguramente por haber sostenido un escudo, el derecho habría tenido un arma originalmente. La cabeza del bronce B está modelada de un modo un tanto peculiar, empequeñecida, lo que sugiere que podría haber portado un casco, probablemente uno del tipo corintio en el que la cabeza habría sido encajada.

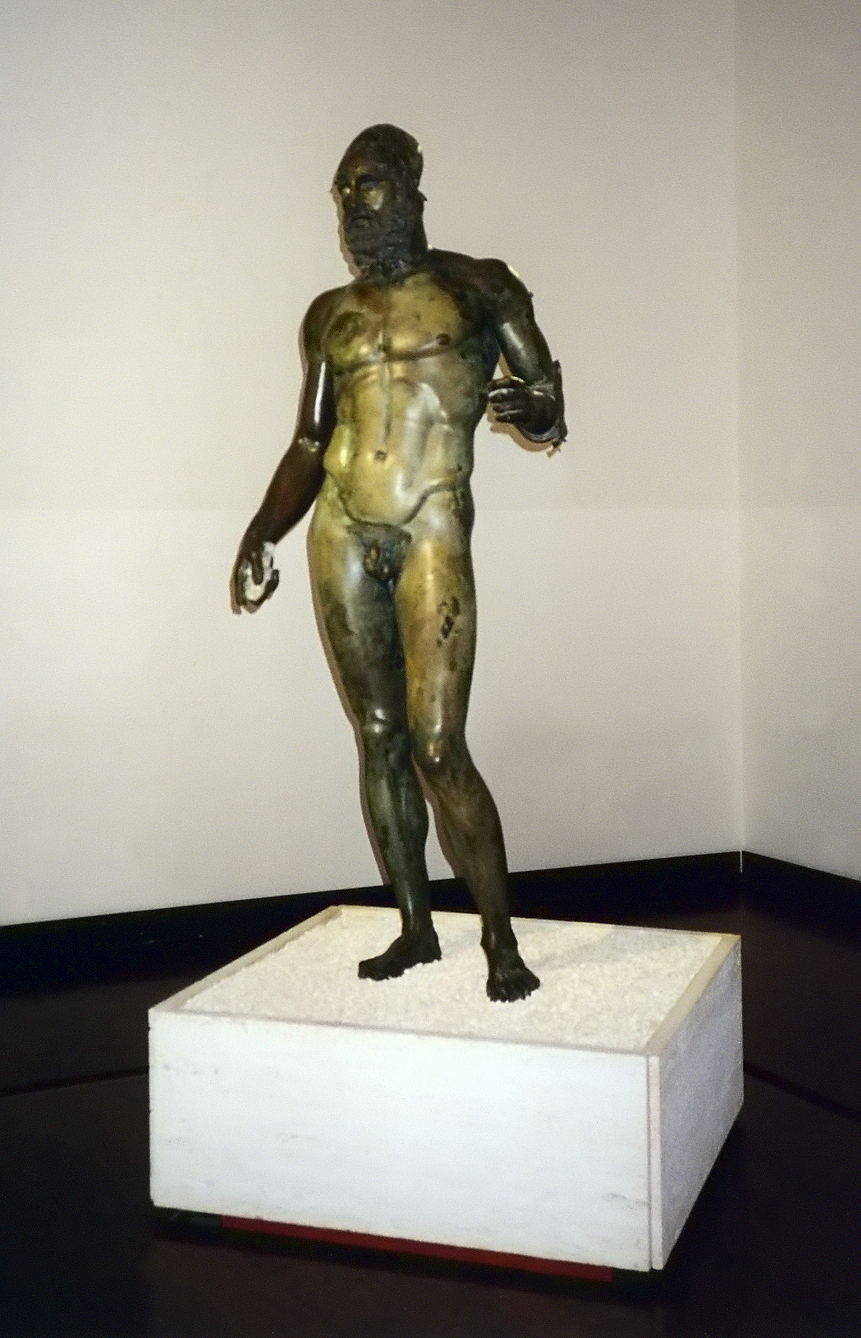
Bronce B

El brazo derecho de la estatua B y el antebrazo izquierdo sobre el que iba enganchado el escudo se habían realizado en una fundición diferente a la del resto de la estatua. Se hizo la soldadura en una época posterior en sustitución de los brazos originales, bien para corregir algún daño sufrido cuando la estatua estaba ya expuesta o bien para modificar la posición de los brazos con objeto de adaptar la escultura para una utilización diferente de la inicial para la que había sido concebida.
En la investigación de los autores, se han dado nombres de otros escultores de bronce, como Pitágoras de Regio, activo entre el 490 al 440 a. C., que es el autor de muchas estatuas de Grecia y la Magna Grecia, y que fue el primero en representar los cabellos detalladamente y otros rasgos anatómicos como las venas.
Hasta hoy, es objeto de controversia debido a la asignación del artista o artistas, el entorno cultural en que se concibieron las dos estatuas, el calendario y su ubicación. Para la adjudicación de los bronces y su paternidad se han propuesto diversas hipótesis por parte de los arqueólogos y los historiadores del arte antiguo, que realizaron una serie de comparaciones para basar los diversos argumentos, pero el problema parece ser de difícil solución. La suposición que se trata de dos bronces originales griegos del siglo V a. C. es el punto que ha encontrado un mayor consenso entre los estudiosos, muchos de los cuales creen que los bronces son obras de diferentes escultores.
Junto con la especulación sobre los posibles autores se han formulado opiniones sobre la identidad de los dos personajes representados. Por lo que respecta a la identidad de los diseños, se ha pensado que se trataba de representaciones de dioses o de héroes, porque la realización de las estatuas de este género era siempre debida a la petición de una ciudad o por parte de una comunidad que intentaba honrar a sus propios héroes o dioses, con el encargo a un artista, poniéndose a su disposición un material muy costoso, el bronce; dicho artista se pasaba trabajando durante un año o más en cada imagen. Esta tentativa de proponer a los personajes como dioses o héroes de la antigua Grecia no ha sido probada y no ha podido resolverse la duda sobre la identidad de estos bronces.
Respecto a la ubicación donde antiguamente se alojaban las estatuas, pueden ser lugares como en el mismo Regio, Locros, Olimpia y Atenas, que fue estudiado por la evidencia real de las espigas que aún mostraban en los pies las dos estatuas, originariamente utilizadas para fijarlas a una base de piedra. Los modelos de espigas fueron encontrados similares en el Donatario del Templo de Apolo (Delfos), pero no se ha encontrado aún la colocación exacta en la base de algún monumento existente y no se ha podido demostrar con claridad la hipótesis de que al menos una de las dos estatuas perteneció al conjunto de alguno de los exvotos, que en su momento se incluyeron en ambos lados de la Vía Sacra del santuario y que estaba formado por centenares de estatuas de héroes de la antigua Grecia.

## Identidad de los personajes y posible autoría hasta 1992
- En un principio se pensó en que pudieran ser una representación de los Dioscuros, Cástor y Pólux (también llamado Polideuces), hijos de Zeus y Leda, esposa de Tíndaro, y nacidos de sendos huevos. Estos héroes son protagonistas de varios episodios mitológicos, entre los que sobresale su participación en el viaje de los argonautas.[17] Sin embargo, la evidente diferencia de edad entre ambas figuras desecha esta hipótesis, ya que lejos de parecer hermanos, ni siquiera la edad que aparentan es la misma, ya que mientras el guerrero A representa una edad entre 25-30 años, el guerrero B se acerca a la cuarentena.
- Entre 1979 y 1982, W. Fuchs sugirió que las dos estatuas pertenecían a donaciones de los atenienses en Delfos y que eran obra de Fidias. Estuvieron de acuerdo con esta opinión Alberto Busignani, Antonio Giuliano y Maurizio Harari.[18]
- En 1982, Carlo Odón Pavese lanzó la hipótesis que las esculturas representaban dos hoplitas y que la fundición era obra de dos artistas atenienses diferentes, del año 470 a. C.-460 a. C. para el bronce A y del 430 a. C. para el bronce B.
- Hans Peter Isler, en 1983, y Paolo Enrico Arias en 1984, pensaron en la posibilidad de que fueran dos héroes de Atenas y que eran obra de Fidias (el bronce A, cerca del 460 a. C.-450 a. C.) y de la escuela de este mismo escultor (el bronce B, realizada treinta años después).
- El mismo año 1983 Claude Rolley, profesor emérito de la Universidad de Borgoña y uno de los más grandes estudiosos de estatuas de bronce, sostuvo que el bronce A representaba un héroe epónimo ateniense, realizado por un artista ateniense hacia 460 a. C., mientras que el bronce B sería otro héroe epónimo ateniense, de la escuela de Fidias con una datación del 430 a. C. La reconstrucción que ofrece Rolley es diferente de las anteriores, ya que la estatua A se realizó sin casco, pero tiene colocado en la cabeza un perno que quizá se utilizó para mantener una protección del tipo méniskos, para los excrementos de los pájaros, y la cinta cerca de la cabeza tendría el significado iconográfico de una diadema, un símbolo de un rey ateniense.[19]
- El profesor Enrico Paribeni piensa que podrían representar a los dos Áyax que aparecen en la Ilíada: Áyax el Grande, hijo de Telamón, rey de Salamina, y Áyax el Menor, hijo de Oileo. En la Ilíada se describe a Áyax el grande como un guerrero de gran estatura y fuerza colosal. Áyax el menor, hijo de Oileo, rey de Lócride, fue uno de los aqueos que estuvieron dentro del Caballo de Troya. Según la mitología griega, estos dos guerreros combatieron juntos en la guerra de Troya, al menos hasta que el primero enloqueciera a causa de un malentendido y se quitara la vida.

- Otra hipótesis sostiene que podría tratarse de la representación de dos atletas vencedores en alguna disciplina de los Juegos Olímpicos. En las cercanías de Reggio existía un taller de estatuaria a cargo de un tal Pitágoras de Regio, activo entre el 490 y el 440 a. C. del que consta que en el año 480 a. C. realizó una escultura de un vencedor de los Juegos Olímpicos. Este escultor fue famoso por ser capaz de representar particularidades anatómicas tales como los cabellos y las venas.

- Pausanias, un escritor griego del siglo II, y autor de una descripción de la antigua Grecia, hace referencia en su obra a varios grupos escultóricos entre los cuales se ha tratado de identificar estas estatuas:

1-En el ágora de Argos menciona un monumento a Los siete contra Tebas. Esta escultura constaba de quince figuras, pudiendo ser dos de ellas las correspondientes a los bronces de Riace. Esta tesis apunta a identificar a la estatua A con Tideo, el héroe etolio, y a la estatua B con Anfiarao, guerrero profeta que vaticinó su propia muerte bajo los muros de la ciudad de Tebas. Tideo sería obra de un escultor llamado Agéladas, originario de Argos, y que trabajó en el santuario de Delfos en la segunda mitad del siglo V a. C. El arqueólogo Geòrghios Dontàs ha identificado al autor de Anfiarao con la figura de Alcámenes, originario de Lemnos y agraciado con la ciudadanía ateniense en virtud de su valía artística.
2-En Delfos, describe un grupo atribuido a Fidias que conmemoraba la batalla de Maratón y que se componía de Atenea, Apolo, Milcíades y otros héroes atenienses. La posición de las dos esculturas, paradas, apoyadas en la pierna derecha mientras la izquierda descansa un poco adelantada y ligeramente flexionada hacen recordar a otra obra denominada Apolo de Karsel, que se supone copia de un original de Fidias, por lo que queda un tanto reforzada la hipótesis de que estos dos bronces serían obra de Fidias
3-En Olimpia, describe un grupo de estatuas que representaban héroes griegos de la guerra de Troya. El grupo estaba atribuido a Onatas, un escultor de Egina. También se ha señalado este grupo como hipótesis alternativa de la identificación de los bronces de Riace.

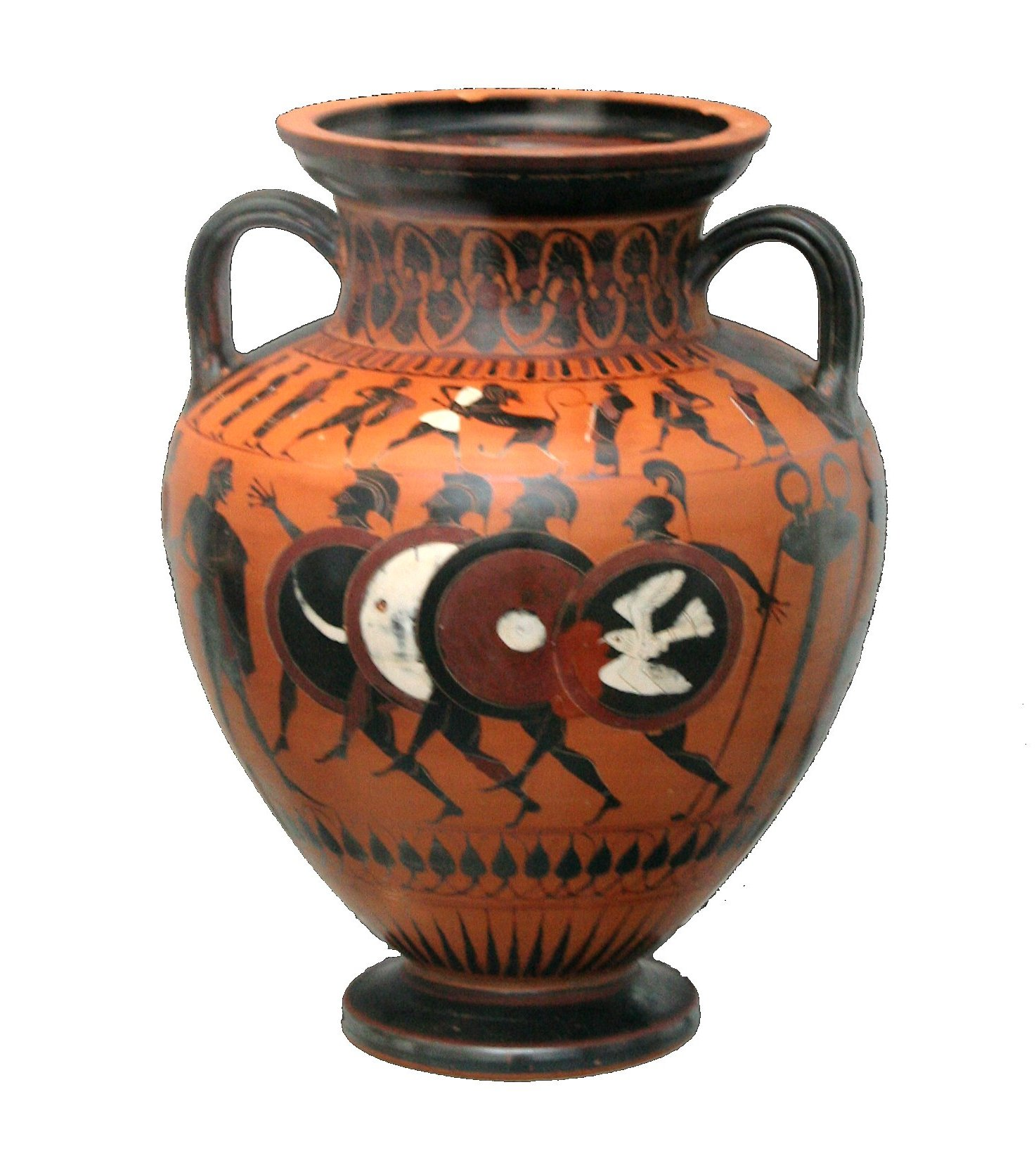
Cerámica griega que representa una carrera hoplita.

- El arqueólogo italiano Antonino Di Vita presentó una hipótesis que considera los bronces como la representación de dos atletas ganadores en la especialidad de la carrera de hoplitas, el bronce B sería obra de un artista, quizá Mirón, datada en el 460 a. C., mientras que el bronce A habría sido realizado por otro artista, cerca del 430 a. C. La hipótesis está ligada a la reconstrucción de los elementos que faltan en las dos estatuas: el mencionado arqueólogo afirma que ha identificado la presencia de hipotéticos símbolos de la victoria olímpica (por ejemplo, una rama de olivo o laurel), en las manos derechas de las estatuas y la presencia de un casco en la cabeza de la estatua del bronce A.

Sin embargo, estudios posteriores han demostrado claramente que las estatuas en sus manos llevaban lanzas, que definitivamente refutan la hipótesis de ver los bronces como la representación de dos atletas. Por otro lado, la reconstrucción hecha por un erudito del casco de una estatua es incompatible con las marcas de la cabeza, mostrando, en cambio, la presencia de un casco corintio.
- Por lo que respecta a una posible ubicación de las esculturas en Grecia, ha expresado el investigador E. Harrison en 1985, que cree que los dos bronces se realizaron por Onatas entre el 470 y el 460 a. C., y que pertenecieron a donativos de los aqueos en Olimpia, lo mismo que expresaron al año siguiente, PC. Bol y O. Deubner.
- Según el arqueólogo Sandro Stucchi, los bronces en la estatua A representan el retrato del púgil Eutimo de Locros como vencedor en Temesa y fue realizada poco después del 470 a. C. por Pitágoras de Regio, mientras que la estatua B fue esculpida por un artista de la Magna Grecia, poco antes del 425 a. C. que lo representó como un héroe después de su muerte y como un boxeador. El mito dice que Eutimo derrotó primero un demonio que aterraba a la población de Temesa y después ganó los Juegos olímpicos en la especialidad de boxeo. Esto fue lo que hizo a Strucchi considerar que las dos estatuas pertenecían a una colección, y que el gorro en la cabeza del bronce B, con unos puntos visibles debajo el casco de color rojo oscuro que antiguamente tenía la escultura, podría ser el elemento característico de la iconografía del boxeador, que corresponde al mito de Eutimo. Pero observando atentamente el gorro de los boxeadores, se aprecia que en la iconografía tienen diferente forma, con dos alas laterales muy largas sin protección en la nuca. Esto último es un elemento característico en el bronce B.
- El arqueólogo R. Ross Holloway publicó en 1988 una hipótesis diciendo que los bronces eran la representación de dos fundadores de las ciudades de Sicilia (probablemente Gela, Agrigento o Camarina). Además, él cree que son obras creadas hacia mediados del siglo V a. C. por un artista de Sicilia.[23]
- Contrariamente a todos los otros académicos en 1981 (y reafirmado en 1984) BS. Ridgway cree que los bronces son romanos, y representan dos guerreros de una epopeya, productos de la escuela ecléctica y clásica entre el siglo I a. C. y el siglo I, y señala que el bronce B es veinte años más reciente. Pero la hipótesis no ha encontrado ninguna evidencia real; probablemente nace del hecho de que faltan caracteres atenienses en las dos estatuas y no ha tenido adhesión por parte de ningún otro estudioso. Por otro lado, el grueso del bronce de las estatuas es tan fino que no corresponde al patrón de las obras de la época romana.

## Estudios después de la segunda restauración de 1995

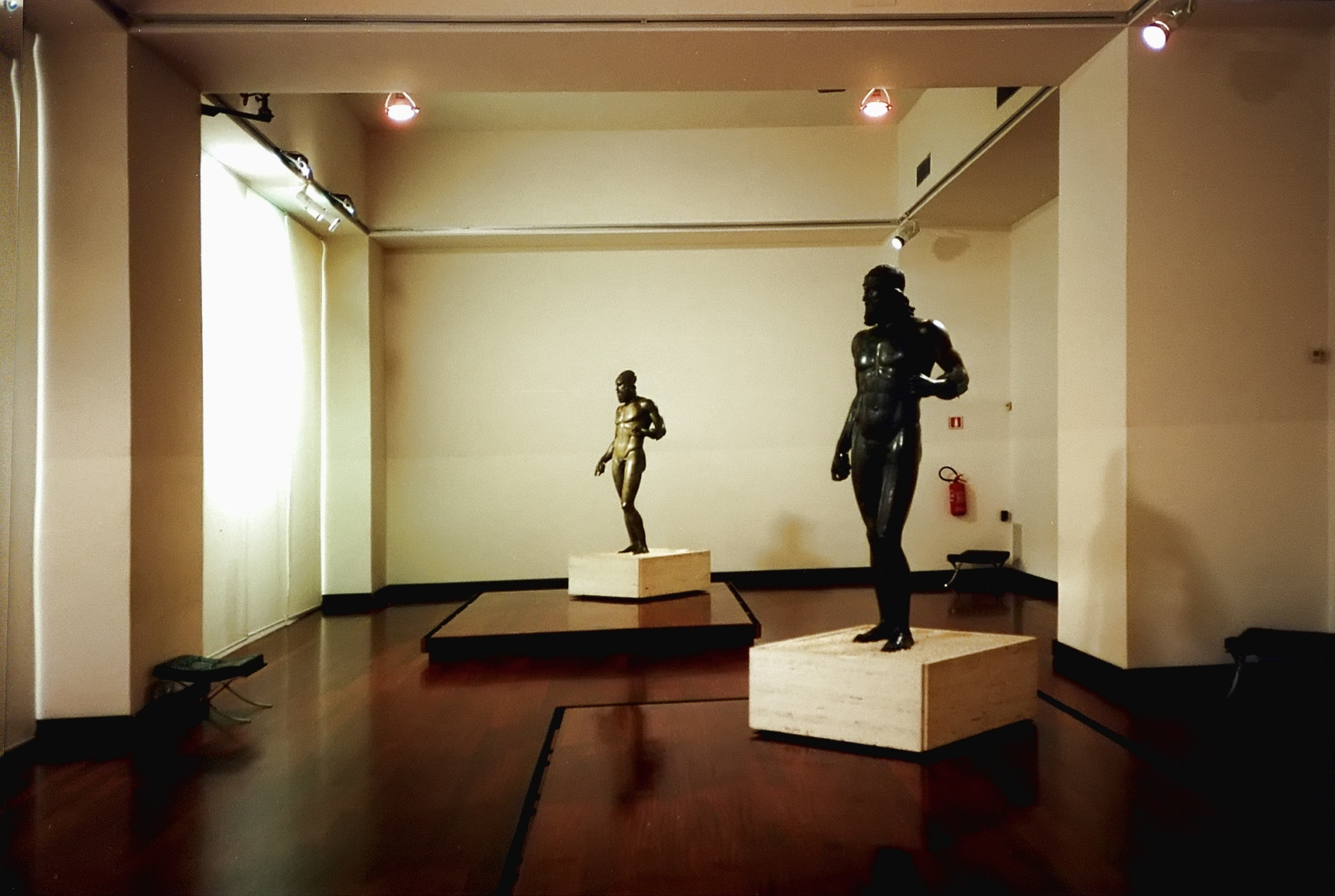
Los Bronces en el Museo Nazionale della Magna Grecia de Reggio.

La información proporcionada por la nueva restauración se ha unido a los estudios realizados por la exégesis Stucchi sobre los atributos de las dos estatuas que se han perdido. Stucchi, mediante trabajos científicos ha alejado el campo de la hipótesis de una fantasía internacional realizada por algunos arqueólogos, con nuevos elementos para reconstruir la objetividad científica.
Esto ha comportado un análisis científico de las fuentes históricas, materiales y estilos que permitió a Pablo Moreno y Daniel Castrizo hacer dos nuevos estudios, probablemente más cerca de la realidad. Estos estudios se apoyan en consideraciones científicas y técnicas, en contraste con anteriores conjeturas derivadas buenamente, pero aún subjetivas de los expertos.
El hecho de que las estatuas perteneciesen al mismo grupo está indicado por los resultados de los trabajos de restauración realizados entre 1992 y 1995 por el Instituto Central de Restauración. Después de la retirada de la tierra de fundición de dentro de la escultura, para detener la corrosión del metal, las muestras de los materiales han permitido hacer más estudios y con esto formular una nueva hipótesis, siendo la más aceptada.

### Hipótesis de Moreno[24]
Teniendo en cuenta las suposiciones anteriores de atribución, Paolo Moreno rechazó la propuesta respecto que las esculturas pueden ser unos atletas, según su representación en actitud «hostil», mientras que la expresión emocional de la cara del bronce B excluye la representación de un personaje histórico. Al contrario, las estatuas parecen ser personajes mitológicos, pertenecientes al mismo grupo.
La realización de estudios amplios en los documentos sobre la tierra de la fundición, hizo que Moreno propusiera una buena hipótesis sobre el origen y la datación de las dos esculturas:
- El bronce A (el joven) podría representar Tideo, un héroe etolio feroz, hijo del dios Ares y protegidos por la diosa Atenea.[25]
- El bronce B (el viejo) sería Anfiarao, (hijo de Ecles) el profeta guerrero que vaticinó su propia muerte bajo las murallas de Tebas.

Los dos participaron en la expedición de la ciudad de Argos contra Tebas, como Anfiarao mismo había predicho, con una desastrosa conclusión.
- Identificación de los artistas

Antes de la restauración, realizada en Florencia, los bronces estaban llenos de la tierra de fundición. En los análisis de la tierra sacada por los agujeros en los pies se descubrió que la perteneciente al bronce B procedía de Atenas del siglo V a. C., y que se encuentra también en los bronces de la antigua ciudad de Argos, que datan del mismo período. El mismo estudio demuestra que las estatuas fueron hechas con la técnica de la cera perdida, un método poco utilizado que no permite errores cuando se vuelca el bronce fundido, porque después, el diseño original se pierde para siempre.
Así pues, el origen de la tierra y las técnicas de análisis utilizadas sugieren que:
- El autor del bronce A (Tideo) es Agéladas, un escultor de Argos, que trabajaba en el templo de Apolo (Delfos) hacia la mitad del siglo V a. C. y es muy similar a la decoración del templo de Zeus en Olimpia.
- Moreno confirma la hipótesis del arqueólogo griego Georghios Dontás sobre el bronce B (Anfiarao) que dio como escultor a Alcámenes, natural de Lemnos y reconocido por su habilidad artística entre la ciudadanía de Atenas.

### Hipótesis de Castrizio[26]

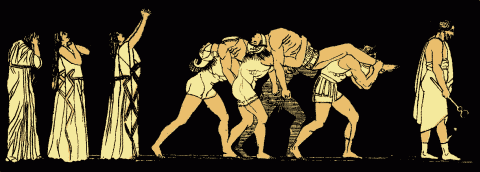
Representación de Eteocles y Polinices.

Por los estudios sobre los efectos de las marcas dejadas por los atributos que faltan a los guerreros y de los documentos históricos, el arqueólogo Daniel Castrizio ha realizado una hipótesis sobre la identificación en la que declaró que podría tratarse del grupo original de estatuas de Eteocles y Polinices, ejecutado por el célebre escultor Pitágoras de Regio:

Capaz de hacer como ningún otro, la barba y los cabellos rizados, y hacer respirar las estatuas, con un perfecto estudio de la anatomía de los vasos sanguíneos.
Plinio el Viejo

En particular, el estudio del arqueólogo Castrizio:
- El bronce A (el joven) podría representar a Polinices.
- El bronce B (el viejo) podría ser Eteocles.

Los guerreros de Riace aparecen intactos en la desnudez de su «heroísmo»; de acuerdo con los signos presentes en las dos esculturas, se puede ver los elementos que formaron parte de la iconografía, son:
- Un tipo de casco corintio.
- Un escudo.
- Una lanza de hoplita.

Así que no se presentan como deportistas, reyes, filósofos o dioses, sino principalmente como «guerreros heróicos». Observando las dos estatuas, su escala y su mutua similitud, se deduce que pertenecen claramente a un grupo escultórico, diseñadas por el artista deliberadamente y muy iguales entre sí.
- La cabeza del bronce A

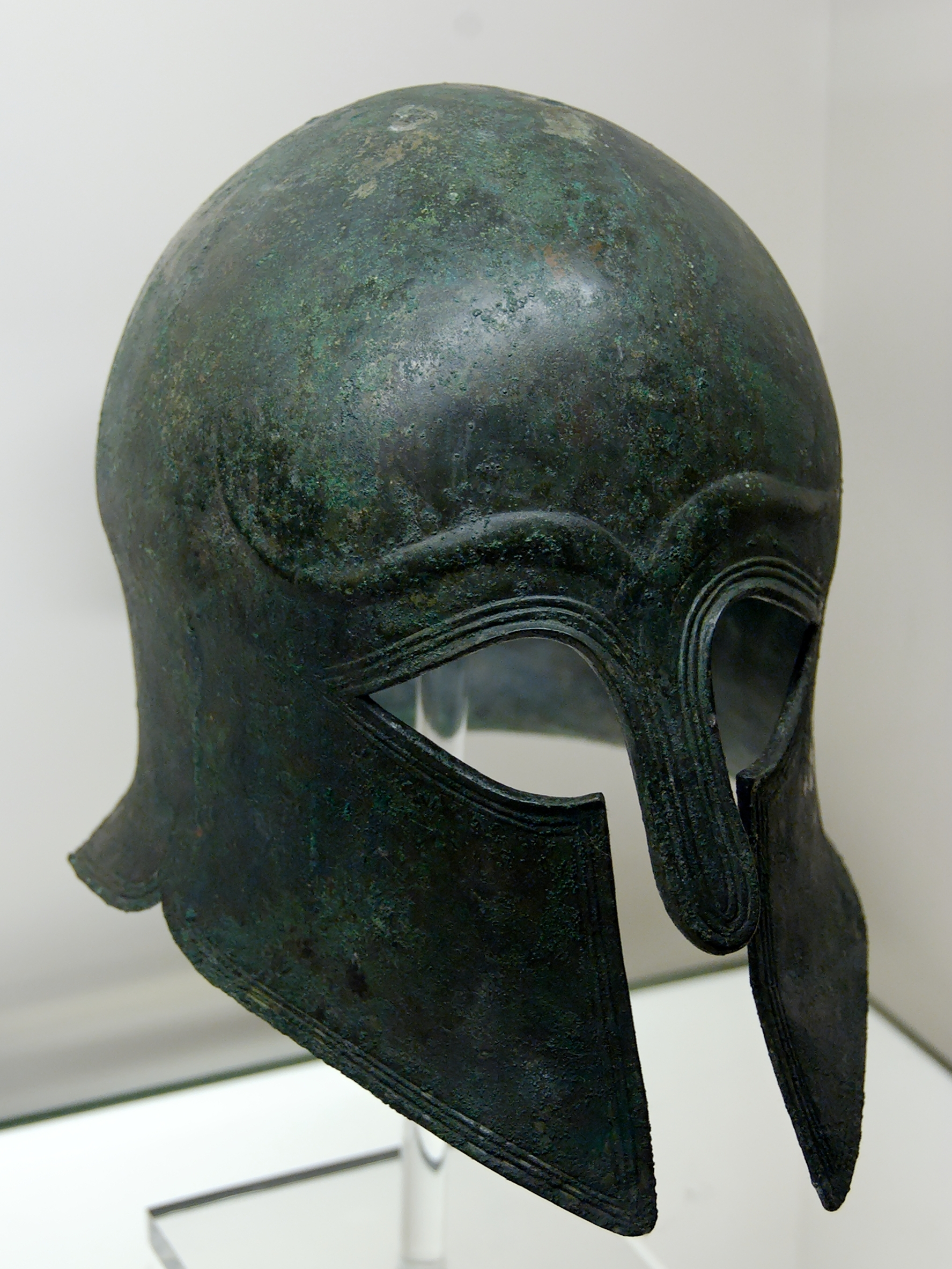
Un casco corintio.

Un análisis exhaustivo de dos elementos clave de la cabeza del bronce A desvela que aparecen claros indicios para deducir el aspecto que debía tener la estatua originalmente. La gran cinta en la parte superior de la cabeza no es posible que sea un espacio para la tiara o una corona de laurel (como se había sugerido anteriormente), sino que es una diadema de lana que servía simplemente para proteger la cabeza del guerrero del contacto con el casco de metal y que le permitía fijarlo con facilidad. De hecho, la diadema no es lisa sino que tiene una proyección triangular con una punta alta, elemento que coincide perfectamente con el ángulo a cada lado de un casco corintio.
En la nuca también es visible una amplia base de soporte, otro signo, por tanto, de la presencia de un casco. En cuanto al perno de bronce en la parte superior de la estatua, se han hecho muchas hipótesis extrañas (incluyendo la hipotética presencia de un paraguas o méniskos para proteger la estatua de los excrementos de las aves). Castrizio dice que simplemente es el perno usado para fijar el casco corintio.
- La cabeza del bronce B

En el bronce B el artista no siguió el mismo criterio adoptado en la otra estatua; de hecho, la estabilidad del casco con la cabeza estaba garantizada por la forma alargada no natural de la misma cabeza, consiguiendo con esto mantener el equilibrio del casco. Por otro lado este aumento de la seguridad en la inserción del casco habría significado la pérdida del realismo que caracteriza la otra escultura de no poder ver los cabellos debajo del casco. Pero aquí también el escultor parece sorprender, ya que el elemento realista que caracteriza al guerrero B está dado por un detalle: no hay cabello, pero sí una cosa que recubre la cabeza, a la altura de los agujeros para los ojos el casco corintio tiene una ranura para una pieza rectangular, en primera línea a continuación aparece un triángulo que cubre el pelo y que simula el aspecto típico de la piel curtida de un animal. Esto sugiere claramente que la estatua B tenía un casco de bronce en la cabeza sobre una especie de gorro de cuero. Se aprecia la presencia de este tipo de gorro de cuero por otras señales: un orificio en la oreja de un clavo para dejar una parte separada, y la barba está profundamente marcada por una depresión que parece indicar la presencia de una correa para ser atada bajo la barbilla. Con estos signos evidentes, algunos estudiosos han especulado previamente que la estatua llevaba un gorro de boxeo, concluyendo que era un atleta representado como un guerrero (y por tanto sería Eutimo de Locri, héroe y boxeador realizado por el escultor Pitágoras de Regio); pero no todos están de acuerdo con esta hipótesis. En primer lugar, los gorros de cuero de los boxeadores tienen una forma extraña con orejeras muy largas y sin cordones ni el protector de nucas rizado. Para aceptar esta interpretación con las marcas que presenta la escultura no se encontraría una explicación adecuada, como los tres soportes, uno de los cuales en la nuca, por debajo del soporte del casco, y los otros dos debajo de las orejas. Aunque se trata de signos muy obvios requieren un análisis más a fondo.

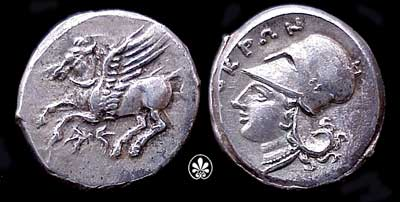
Moneda del a. C. donde se aprecia el protector de nucas rizado debajo del casco corintio.

En las monedas en curso de los siglos V y IV a. C. se aprecia bajo el casco corintio un gorro de cuero con orejeras y un particular protector de nuca rizado. Parece ser este elemento clave para el análisis del gorro de cuero. El ejemplo más completo se encuentra en un vaso ateniense en el que aparece Héctor con un casco corintio sobre un gorro de cuero con orejeras y un protector de nuca rizado. Este elemento sería importantísimo con el fin de reconstruir la interpretación de la estatua, porque el gorro de cuero es el signo que distingue a los estrategos (el general del ejército de una polis griega). El bronce B, por lo tanto, ha sido caracterizado para reconocerlo como el comandante de una flota.
- Escudos y armas

La reconstrucción de los escudos (perdidos, como los cascos) de las dos esculturas es más sencilla, porque incluso se aprecian los signos en el brazo izquierdo de las dos estatuas para el «porpax», que servía para abrazar el escudo y los agarres que estaban en las manos para hacer la sujeción más firme. Contrariamente a lo dicho en anteriores estudios, la medida de los escudos debió de ser bastante grande como para permitir que quien observara las esculturas reconociese el Hoplon, un gran escudo típico de los hoplitas de las polis del siglo V a. C.

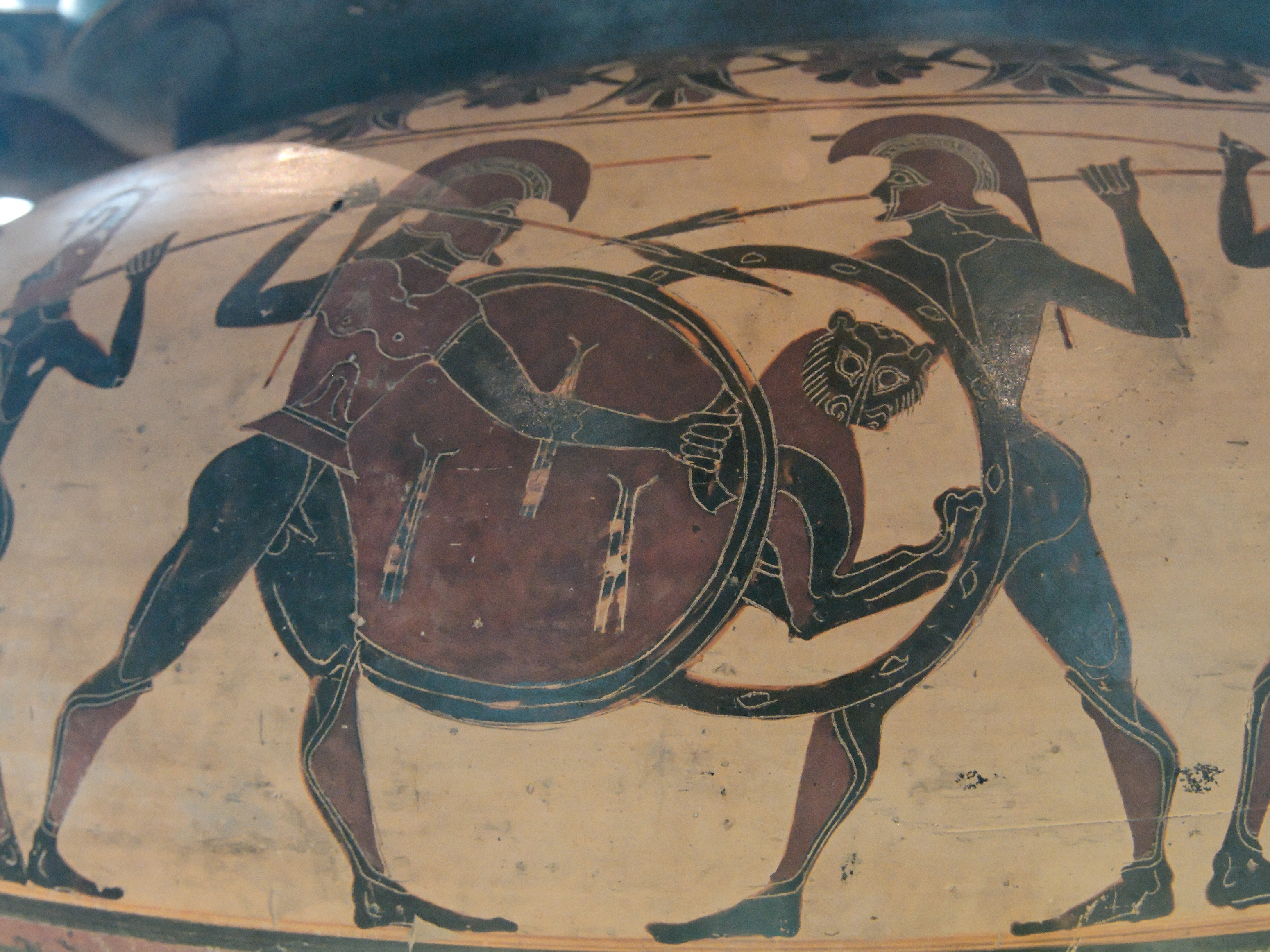
Hoplita mostrando el estilo de sujeción del escudo.

En cuanto a las armas que los dos bronces sujetaban con las manos, han sido muchas las hipótesis formuladas por anteriores investigadores: se dijo que podían ser ramas de laurel, una espada o una lanza que se reconoce en las señales de la mano para la inserción de una cuerda que se utiliza para aumentar la propulsión y la precisión del arma. Esta hipótesis tiene la desventaja de que las fuentes apuntan claramente a la escasa consideración que se hubiera tenido sobre el talento de un guerrero con las armas de lanzamiento. Sería poco probable que el escultor hubiera querido mostrar una figura disminuida en su dignidad, como si fuera un lanzador de jabalina, que tenía un papel importante en la batalla hoplítica. Por los signos de soporte del antebrazo se cree que el arma era una lanza hoplita. Es evidente que el bronce A tenía una lanza entre los dedos índice y medio, con un gesto que no le permitía tocar el arma en tierra, para no correr el riesgo de despuntarla (y por lo tanto, otro extremo realista particular por parte del escultor), en ausencia de pernos de soporte establecidos en los dedos para sostener la lanza se piensa equivocadamente que sujetaba una jabalina. El bronce B sujetaba la lanza de una manera más normal, manteniéndola por la palma de la mano.

## Cuadros sinópticos
Supuestos entre la primera y la segunda restauración (1979-1995)
| Autores  | Ubicación                 | Personaje Bronce A         | Personaje Bronce B         | Escultor Bronce A                   | Escultor Bronce B           | Datación Bronce A       | Datación Bronce B       |
| -------- | ------------------------- | -------------------------- | -------------------------- | ----------------------------------- | --------------------------- | ----------------------- | ----------------------- |
| Stucchi  | Magna Grecia              | Eutimo                     | Eutimo                     | Pitágoras de Regio                  | Artista magnogriego         | 470 a. C.               | 425 a. C.               |
| Paribeni | Magna Grecia              | Héroe, Áyax el Menor       | Estratego                  | Artista peloponés                   | Artista ateniense           | 460-450 a. C.           | 410-400 a. C.           |
| Rolley   | ?                         | Héroe epónimo ateniense?   | Héroe epónimo ateniense    | Artista ateniense                   | Escuela de Fidias           | 460 a. C.               | 430 a. C.               |
| Dontás   | Ágora de Atenas           | Héroe epónimo              | Héroe epónimo              | Mirón                               | Alcámenes                   | 450 a. C.               | 450 a. C.               |
| Harrison | Olimpia                   | Donación de los aqueos     | Donación de los aqueos     | Onatas de Egina                     | Onatas de Egina             | 470-460 a. C.           | 470-460 a. C.           |
| Di Vita  | Grecia                    | Atleta hoplita             | Atleta hoplita             | Artista ateniense, escuela de Mirón | Artista ateniense           | 460 a. C.               | 430 a. C.               |
| Holloway | Sicilia                   | Fundador                   | Fundador                   | Artista de Sicilia                  | Artista de Sicilia          | Mitad siglo V a. C.     | Mitad siglo V a. C.     |
| Ridgway  | Ubicación en época romana | Guerrero de un poema épico | Guerrero de un poema épico | Escuela ecléctica y clásica         | Escuela ecléctica y clásica | Siglo I a. C. - Siglo I | Siglo I a. C. - Siglo I |

Supuestos formulados después de la restauración de 1995
Una vez descartada la hipótesis que se podía tratar de atletas y personajes históricos, se consolidó la que se trataba de dos figuras mitológicas de Los siete contra Tebas. Así pues, personajes del ciclo de Tebas y por consiguiente de la mitología de Argos.
| Autores   | Ubicación      | Personaje Bronce A | Personaje Bronce B | Escultor Bronce A  | Escultor Bronce B  | Datación Bronce A | Datación Bronce B |
| --------- | -------------- | ------------------ | ------------------ | ------------------ | ------------------ | ----------------- | ----------------- |
| Moreno    | Argos          | Tideo              | Anfiarao           | Agéladas           | Alcámenes          | 450 a. C.         | 440 a. C.         |
| Castrizio | Grecia? Argos? | Polinices          | Eteocles           | Pitágoras de Regio | Pitágoras de Regio | Siglo V a. C.     | Siglo V a. C.     |

## Importancia del descubrimiento

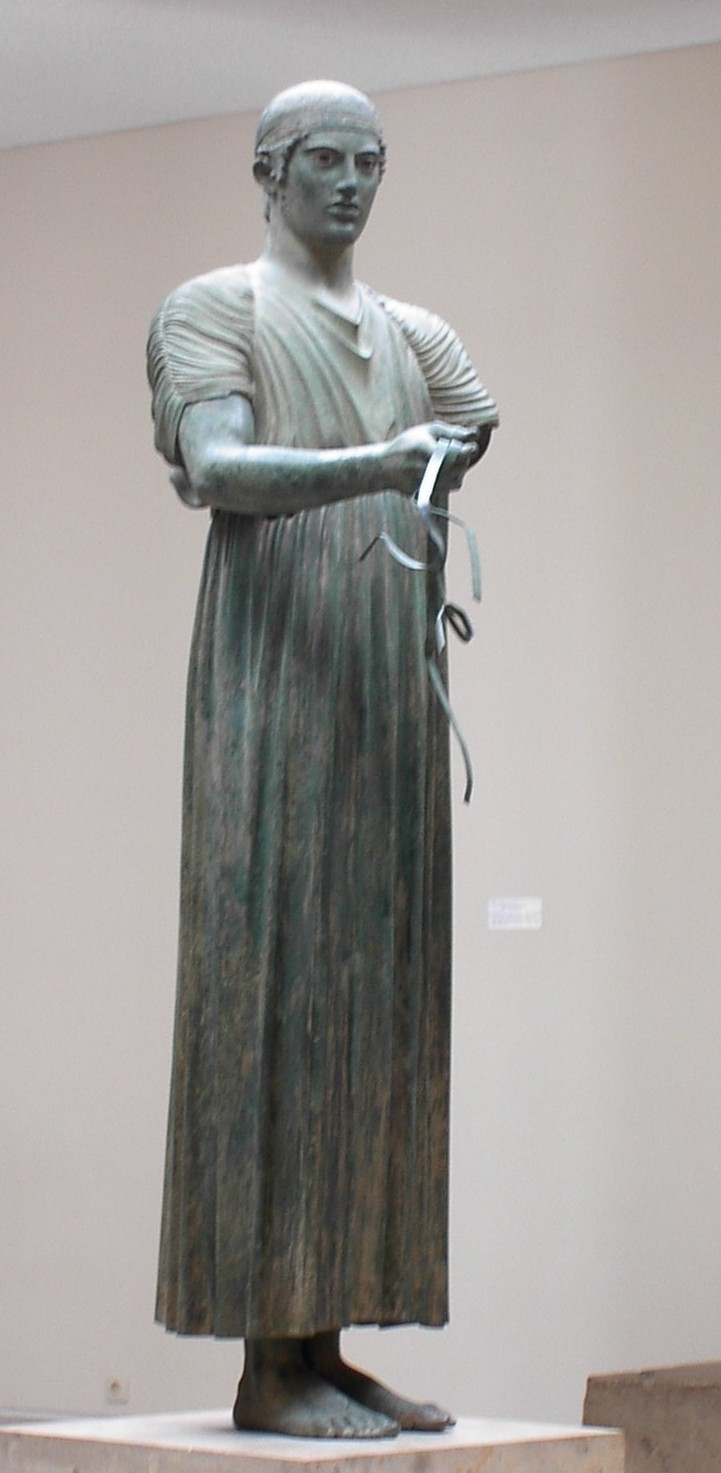
El Auriga de Delfos, (Museo de Delfos).

La visión que tenemos en la actualidad del arte griego está un tanto distorsionada por años y años de contemplación del mármol desnudo, y que ha venido a conformar una idea de clasicismo que sorprendería a los propios autores que cuando realizaron aquellos magníficos templos, se afanaron en pintar con brillantes azules y rojos todos y cada uno de sus componentes. Así mismo hacían con las esculturas, que se policromaban casi en su totalidad. Estamos demasiado acostumbrados a la contemplación del mármol desnudo para poder comprender el gusto que los artistas tenían por la decoración más o menos profusa. 

Además, la mayoría de las obras que han llegado hasta nosotros no son sino copias romanas en mármol, de originales en bronce. Algún autor ha señalado de forma un tanto metafórica que una forma se desnaturaliza al pasar de una materia a otra (bronce a mármol) tanto como una obra poética cuando es traducida a otro idioma. Posiciones que en el metal no ofrecen ningún problema de equilibrio para la estatua, o que se pueden solucionar mediante contrapesos internos, al ser trasladados a la piedra hacen que se haga necesario el añadido de diferentes apoyos, traducidos en modo de vasijas, troncos de árbol o amorcillos, adosados a la figura con mayor o menor fortuna.

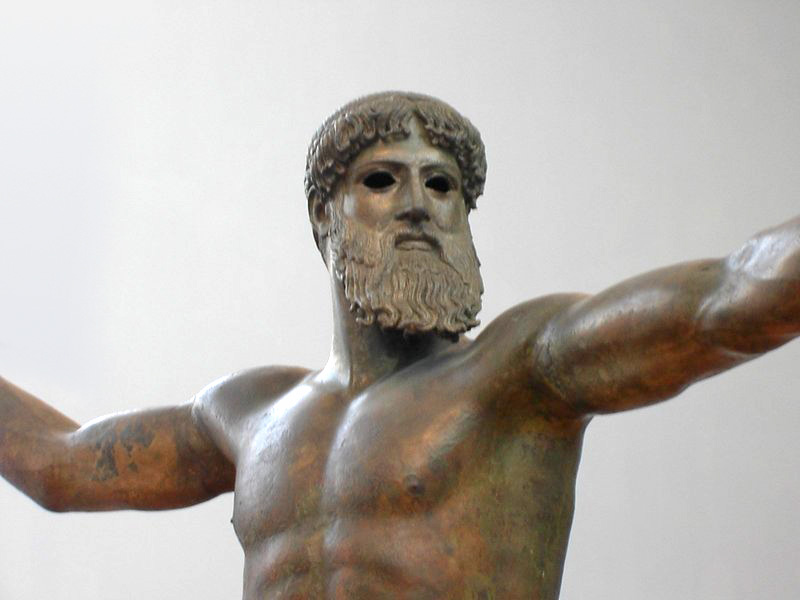
Escultura del Dios del cabo Artemisio.

 Los diferentes acontecimientos históricos hicieron que la gran mayoría de esas estatuas fueran fundidas para aprovechar el metal (en la construcción de cañones por ejemplo), y así, los ejemplos de esculturas en el noble metal son escasísimos.
Es por ello que el hallazgo de la pareja de Riace supuso todo un acontecimiento, y que los dos «guerreros» entraran a formar parte de ese puñado de ejemplos originales, entre los que cabe destacar, sin duda al magnífico Auriga de Delfos, o al Dios del cabo Artemisio del Museo Arqueológico Nacional de Atenas. Estos escasos, pero valiosísimos ejemplos, nos permiten adentrarnos en el estudio directo de la escultura griega tal y como fueron ideadas por sus autores, sin la mediación obligada por su traslado al mármol.

## Voces relacionadas
- Moldeo a la cera perdida
- Auriga de Delfos
- Poseidón del Museo arqueológico Nacional de Atenas
- Los siete contra Tebas
- Magna Grecia
- Escultura griega
- Pausanias